# 中尾茅珠
中尾 茅珠（なかお ちず、1997年 - ）は、日本の俳優。

## 人物
- 好きなアニメはプリティーリズム[1]。

## 出演
太字は主演・ヒロイン作品

### 舞台・イベント
2019年
- イルカ団『RATATATTAT!xモーリス・ルブラン ARSENE LUPIN 2e　“le RETOUR D'”＆“et CLARISSE”』[2] (2019年02月)  - クレマンス 役
- デッドストックユニオン『微笑みを分け合えば雨は上がる』[3](2019年03月)   - 橋爪環奈 役
- イルカ団『Chick-flick!!“Capeshit!”&“For a song!”』[4](2019年07月)   - 峰岸環 役
- 東京ノ温度『ぐりむさん～ヴぃるへるむさん～』[5](2019年12月)   - シルビア 役

2020年
- コルバタ平山組『南十字星〜波照間日記〜』[6](2020年03月)  - 南風見 役
- 知らない星　第6回公演『だったらもう、どうにでもなれよ』[7](2020年06月) -全公演を中止
- 劇団空感演人『Pink! Ⅲ』(2020年07月)[8] - B、Cチーム 片桐クルミ/ナースピンク 役
- 劇団空感演人『海ゆかば～ひめゆり学徒隊の祈り～』(2020年08月)[9]-全公演を中止
- 東京ノ温度『えんでれす』[10](2020年9月)   - ニーニヴェ/幼心の君 役
- 東京ノ温度『ころぬのころ』[11](2020年9月)   - 中澤ちなみ 役
- 劇団空感演人『Darkness Gate』(2020年10月)[12] - Bチーム 浦沢奈緒(主演) 役
- 劇団空感演人『最果ての凪』(2020年11月)[13] - B、Cチーム 史奈 役

2024年
- 東京ノ温度『あくたがわさん』（2024年10月）[14] - 「りゅうのすけ」ぐみ